# Sara Forever
Sara Forever, nom de scène de Matthieu Barbin, est une drag queen, danseuse et performeuse française, principalement connue pour avoir été participante et finaliste de la deuxième saison de Drag Race France. Sous son nom de naissance, Matthieu Barbin s'est fait connaître en tant qu'interprète et chorégraphe de danse contemporaine.

## Biographie
Matthieu Barbin est né en 1989 et a grandi dans la ville du Bouscat, dans la banlieue de Bordeaux. Fils unique, sa mère est secrétaire et l'inscrit volontairement dans des établissements réputés pour parfaire son éducation. Sa passion pour le chant et la danse apparaît dès l'école primaire.
Dès ses 19 ans, il se forme auprès de Jean-Claude Gallotta.

## Carrière

### Danseur et chorégraphe
Il devient interprète pour de nombreux chorégraphes français : le duo Gerard and Kelly, Boris Charmatz, Marlène Saldana, Jonathan Drillet, etc.,.
Sa collaboration avec Boris Charmatz l'amène à danser au MoMA de New York et à la Tate Modern à Londres.
Il entame un parcours solo en tant que chorégraphe au milieu des années 2010. En 2017, il collabore au spectacle de danse Le paradoxe de V. né du projet transdisciplinaire Traum de Smith,.
Sa création Totemic Studies est présentée en 2018 au Centre national de la danse à Pantin et dans de nombreux festivals,,,. La même année, il présente Dans les bras de Bobby. Puis, en 2020, il crée Les cent mille derniers quarts d’heure.

### Participation àDrag Race France
En 2023, Matthieu Barbin fait partie, sous le nom de Sara Forever, des participantes de la deuxième saison de Drag Race France. De son point de vue, le drag est une « performance qui joue sur les archétypes de genre [et] entretient d’ailleurs une relation complexe à l’humour ».
Elle remporte la moitié des maxi défis de la saison (4 victoires sur 8 épisodes), établissant ainsi un record. Elle termine deuxième de la saison, derrière Keiona, lors de la finale tournée en public au Grand Rex,.

## Filmographie

### Cinéma
- 2013 : Electric Guest: The Bait de Jonas et François (clip vidéo) : danseur
- 2016 : Cavern: Mutant Stage 5 de Louise Hémon (court métrage)
- 2016 : In Somnis: Cosmic Junkies de Smith (court métrage) : patient zero
- 2016 : Unda de Smith (court métrage) : Charon
- 2017 : Traum de Smith (court métrage) : Vlad
- 2022 : Trois nuits par semaine de Florent Gouëlou : jurée Drag Olympus

### Télévision
- 2023 : Drag Race France (saison 2) : finaliste[18]

## Théâtre
2024-2025 : Dynasties

### Danseur
- 2010 : Sur un air deux… chorégraphie et conception Christian Bourigault
- 2011 : Le Sacre du printemps chorégraphie Jean-Claude Gallotta
- 2014 : Manger conception Boris Charmatz
- 2016 : La Valse chorégraphie et conception Raimund Hoghe
- 2017 : Le Sacre du printemps arabe chorégraphie Marlène Saldana
- 2017 : Learning (For Claude Shannon) conception Liz Santoro
- 2017 : Maps conception Liz Santoro
- 2018 : Totemic studies, petits portraits chorégraphie et conception Matthieu Barbin
- 2019 : Noisy Channel N°2 conception Liz Santoro
- 2020 : Les Cent Mille Derniers Quarts d'heure chorégraphie Matthieu Barbin
- 2020 : Seven Winters chorégraphie et conception Yasmine Hugonnet
- 2022 : Les Porte-voix de Yasmine Hugonnet conception Yasmine Hugonnet
- 2022 : Sugar Dance chorégraphie Marie-Caroline Hominal et Marie-Caroline Hominal

## Discographie
| Année | Titre              | Artiste                     | Réf.   |
| ----- | ------------------ | --------------------------- | ------ |
| 2023  | We Are Légendaires | Le cast de Drag Race France | [ 19 ] |
| 2023  | Madame Forever     | Sara Forever                | [ 20 ] |